# Maskulinizm
Maskulinizm (od łac. masculinus – męski), także maskulizm – szereg ruchów społecznych i politycznych oraz ideologii, które łączy wspólny cel, jakim jest zdefiniowanie, uzyskanie i utrzymywanie równości płci pod względem społecznym, politycznym i ekonomicznym. Maskuliniści przyjmują stanowisko, że w społeczeństwie priorytetowo traktuje się kobiecy punkt widzenia oraz że mężczyźni są w nim traktowani nieuczciwie. Maskulinizm bywa skrótowo nazywany odwrotnością feminizmu (ang. reversal of feminism).
Maskuliniści opowiadają się również za wzmocnieniem zachowań lub promowaniem atrybutów uznawanych za typowe dla mężczyzn i chłopców. Termin ten może również odnosić się do ruchu na rzecz praw mężczyzn, jak również odmiany antyfeminizmu.
Maskulinizm stanowi, że równość płci wymaga uwzględnienia i wyeliminowania uprzedzeń i dyskryminacji zarówno wobec mężczyzn, jak i kobiet. Z feministycznego punktu widzenia, maskulinizm odnosi się do przestrzegania lub promowania atrybutów (opinii, wartości, postaw, nawyków) uznawanych za typowe dla mężczyzn. Maskulinizm nie jest pojęciem równoznacznym z szowinizmem, seksizmem, mizoginizmem czy maskulinizacją.

Zróżnicowanie nierówności płci mierzonej Basic Index of Gender Inequality w Unii Europejskiej. Ujemne wartości wskaźnika stanowią o gorszej sytuacji mężczyzn niż kobiet, dodatnie wartości wskaźnika stanowią o gorszej sytuacji kobiet niż mężczyzn

## Cele
Organizacje maskulinistyczne prowadziły i nadal prowadzą kampanię na rzecz praw mężczyzn; w tym w celu przeciwdziałania: osądzaniu mężczyzn na dłuższe wyroki niż kobiety za te same przestępstwa, niższej prewencji chorób u mężczyzn, niższemu poszanowaniu życia mężczyzn niż życia kobiet, wyższemu wiekowi emerytalnemu mężczyzn niż kobiet pracujących na tych samych stanowiskach, niższym parytetom dla mężczyzn niż dla kobiet średnio w projektach realizowanych z Funduszy Unii Europejskiej, przyznawaniu przez nauczycieli niższych stopni chłopcom niż dziewczynom za te same wyniki w nauce oraz rzadszemu przyznawaniu ojcom po rozwodzie opieki nad dziećmi przez sądy rodzinne. W znaczeniu ruchu i ideologii na rzecz zdefiniowania, uzyskania i utrzymywania równości płci w języku polskim wymiennie (synonimicznie) są stosowane terminy maskulinizm i maskulizm.
Realizację postulatów maskulinistycznych utrudnia traktowanie dyskryminacji mężczyzn jako drugorzędnego seksizmu (ang. second sexism), tj. problemu – jakoby – mniej poważnego i niewymagającego eliminacji. Część postulatów maskulinistycznych miała i ma charakter reaktywny względem – zdaniem ich autorów – niesprawiedliwych propozycji i działań organizacji feministycznych. Część znanych działaczy i zwolenników ruchu maskulinistycznego to byli sympatycy ruchu feministycznego; należą do nich m.in. Warren Farrell, Glenn Sacks, Bettina Arndt i Cassie Jaye.

## Historia
Pierwszym znanym współcześnie, udokumentowanym wystąpieniem w obronie praw mężczyzn był artykuł A word for men’s rights opublikowany w 1856 r. w amerykańskim miesięczniku Putnam’s Magazine. W artykule tym opisano problem społeczny nieuzasadnionych pozwów o rzekome niedochowanie wierności małżeńskiej składanych podówczas przez kobiety w celu uzyskania korzyści finansowej lub podporządkowania sobie męża. Proceder ten nasilił się między latami 90. XIX wieku i 20. XX wieku.
Pierwsze organizacje maskulinistyczne powstały w latach 70. XX wieku na Zachodzie. Największymi ówczesnymi organizacjami maskulinistycznymi były amerykańskie Men’s Rights Association (powstała w 1973 r.) oraz Men’s Equality Now International (1977 r.). Obie organizacje prowadziły wówczas działania zwłaszcza w zakresie prawa małżeńskiego i rozwodowego oraz prawa do opieki nad dziećmi. W 1981 r. kilkanaście amerykańskich organizacji maskulinistycznych zrzeszyło się w ramach National Congress for Men. W połowie lat 80. w Stanach Zjednoczonych do organizacji maskulinistycznych należało w sumie już 7–8 tys. osób.
Pierwszymi organizacjami maskulinistycznymi w Polsce były ruchy obrony praw ojca. Najstarszym z nich w kraju jest Stowarzyszenie Obrony Praw Ojca założone w końcu lat 80. ubiegłego wieku. Obecnie żadna z organizacji działających w obronie praw ojca nie posiada statusu organizacji pożytku publicznego, co utrudnia pozyskiwanie środków na finansowanie ich działalności. W latach 2008–2019 status ten posiadało Stowarzyszenie Ruch Obrony Praw Ojca (zamknięte w 2020 r.). Do najważniejszych problemów ruchów obrony praw ojca w Polsce należy czasowy charakter partycypacji kończący się wraz z zakończeniem sprawy sądowej danego ojca.  Od początku XXI wieku zaczął się rozwijać również ruch męskiej duchowości, obejmujący takie organizacje jak męskie kręgi i Mężczyźni św. Józefa, które postulowały (re)maskulinizację. Miała ona przy tym dotyczyć zarówno samych członków tych grup, mających kłopot ze zdefiniowaniem istoty „prawdziwej” męskości, jak i społeczeństwa jako całości, gdyż zdaniem wielu członków ruchu współczesne społeczeństwo jest sfeminizowane, co związane jest m.in. z kryzysem ojcostwa i zanikiem więzi emocjonalnych między samymi mężczyznami. Uniwersytet Łódzki był pierwszą uczelnią wyższą w kraju, która oferowała studentom przedmiot nt. ruchu na rzecz mężczyzn.

## Dyskryminacja w percepcji polskich mężczyzn
W badaniu panelowym Diagnoza Społeczna prowadzonym od 2000 r. na reprezentatywnej w skali kraju próbie Polaków zadawane jest pytanie o bycie dyskryminowanymi. W ostatniej edycji Diagnozy Społecznej z 2015 r. 1,6% mężczyzn i 1,5% kobiet przyznało, że byli dyskryminowani w minionym roku. Między 2000 a 2015 r. odsetek dyskryminowanych mężczyzn i kobiet był albo nieistotnie statystycznie różny, albo istotnie statystycznie wyższy pośród mężczyzn (w latach 2005 i 2011).